# Maurício Graccho Cardoso
Maurício Graccho Cardoso (Estância, 9 de agosto de 1874 – Rio de Janeiro, 3 de maio de 1950) foi um político brasileiro, tendo sido senador de Sergipe por um mandato, deputado federal por seis mandatos (dois pelo Ceará e quatro por Sergipe) e presidente de Estado do Ceará e de Sergipe, dentre outros cargos.
Foi o segundo filho do casal Brício Maurício de Azevedo Cardoso, membro da Academia Sergipana de Letras e patrono da cadeira n° 36, além de deputado estadual por Sergipe na República Velha, e Mirena Cardoso.
Pertencente a uma tradicional família de Sergipe, iniciou seus estudos em Estância, com o próprio pai.
Um dos seus primos, filho do irmão de seu pai, Melquezedecke Mathuzalem de Azevedo Cardoso, foi o advogado, professor universitário e político Maurício Cardoso, que foi governador do estado do Rio Grande do Sul e ministro da Justiça do Brasil.
Graccho Cardoso estudou na Escola Militar de Sergipe, em Aracaju, participando activamente dos movimentos militares dos primeiros anos da República. A seguir cursou a faculdade de Direito, da Universidade Federal do Rio de Janeiro e da Universidade Federal do Ceará, onde fixou residência, casou e entrou na vida pública, como secretário de estado da fazenda, deputado estadual, vice-presidente do Estado, presidente do Estado, senador e deputado federal, ambos os cargos pelo estado do Ceará.
Retornando a Sergipe foi eleito deputado federal (1921 – 1923) e senador, na vaga decorrente pela morte de Manuel Prisciliano de Oliveira Valadão, mas não cumpriu o mandato por ter sido eleito presidente do Estado nos períodos de 1927 a 1929 e de 1930 a 1932, sendo a última legislatura interrompida pela revolução de 1930.
Durante sua administração em Sergipe, criou vários grupos escolares, o prédio da Prefeitura de Aracaju, o Atheneu Pedro II, o Mercado Modelo, a Associação Comercial de Sergipe, a sede sergipana do Colégio Nossa Senhora de Lourdes, fundou duas faculdades (a de Farmácia Aníbal Freire da Fonseca e a de Direito Tobias Barreto), criou o Instituto de Química e o Instituto Parreiras Horta (parte da faculdade de medicina da Universidade Federal de Sergipe), dentre outros. Também, enquanto presidente de Estado(governador) de Sergipe, inaugurou a Usina de Energia Elétrica do Estado.
Com a redemocratização de 1945, foi novamente eleito deputado federal (1946 – 1950) na Assembleia constituinte, assumindo, por eleição, a vice-presidência da Câmara dos Deputados do Brasil. Tendo sido, presidente da Subcomissão do Poder Executivo, e da comissão da Constituição. Morreu no plenário, quando se dirigia para a mesa, para presidir uma sessão.

## Ligações internas
- Lista de senadores do Brasil
- Lista de governadores de Sergipe
- Lista de governadores do Ceará